# Inès Lamunière
Inès Lamunière (Ginebra, Suïssa, 25 d'octubre de 1954) és una arquitecta que també s'ha dedicat a la docència.

## Biografia
Inés Lamunière era filla d'un reconegut arquitecte suís Jean-Marc Lamunière, i va estudiar arquitectura a l'Escola Politècnica Federal de Lausana (EPFL) el 1980, continuant la seva formació en Teoria i Història de l'Arquitectura com a membre de l'Institut Suís de Roma; a més va treballar com a assistent del Professor Werner Oechslin a l'Escola Politècnica Federal de Zuric.

## Trajectòria
Inés Lamunière destaca pel seu compromís de producció i comunicació que li ha fet viure intensament tant en l'àmbit de l'activitat professional, com en l'esfera acadèmica, a més la recerca és una frontissa d'articulació i creixement entre ambdues activitats i amb el treball en equips multidisciplinaris.
Com a professional dirigeix la seva pròpia oficina d'arquitectura (Devanthéry & Lamunière, amb seu en Ginebra, al costat de Patrick Devanthéry, fundada en 1983, i que en 2007 es va transformar en dl-a, designlab-architecture SA, i que des de l'any 2014 està dirigida directament per ella, encara que des de 2015 compta amb la col·laboració de nous socis: els arquitectes Vicente Mas Durbec, Fiona Pia i Bruno Marchand), mentre que com a docent ha fet classes en diferents universitats del món (com quan en 1994 va ser nomenada professora de Teoria i Crítica del Projecte Arquitectònic a l'Escola Politècnica Federal de Zuric i a l'Escola Politècnica de Lausana; en 1996, 1998 i 2008 va treballar com a professora convidada a l'Escola de Graduats en Disseny de (GSD) de la Universitat Harvard i entre 2008 i 2011 va dirigir el Departament de la Secció d'Arquitectura de la EPFL), tot això compaginat amb l'acompliment de càrrecs de lideratge en institucions de recerca així com en organitzacions de promoció i suport a l'activitat professional de la dona en les disciplines del Disseny (com el càrrec de co-directora de la revista Faces-Journal d'architecture de Ginebra, entre 1989 i 2004).
L'any 2001 va fundar el Laboratori d'Arquitectura i Mobilitat Urbana (LAMU) en la EPFL, institució que dirigeix des dels seus orígens; es tracta d'una de les quatre orientacions de l'àrea de recerca “arquitectura urbana”, realitzada per l'Institut d'Arquitectura i Ciutat (IA); té com a objectiu investigador el desenvolupament i renovació de les reflexions sobre la teoria de l'arquitectura i l'urbanisme a Suïssa, a partir de l'anàlisi i estudi de les innovacions programàtiques i formals com a conseqüència dels nous estils de vida que participen en la mobilitat de la societat contemporània.
Des de l'any 2006 Lamunière ocupa el càrrec de vice presidenta en la Fundació Independent WISH (Women In Science and Humanities) a l'Escola Politècnica Federal de Lausana, fundació que té l'objectiu de fomentar la recerca i la promoció de la dona al campus i ofereix les eines, models, finançament, xarxes i suport necessaris en moments clau de la carrera de dones joves.

## Obra
En la primera etapa de dl-a, designlab-architecture SA., poden considerar-se obres singulars: l'edifici Opera de Lausana, l'edifici Torre de Radi i Televisió Suïssa en Ginebra, la Facultat de Ciències de la Vida al campus EPFL i el Centre d'Operacions Philip Morris International a Lausana. Són obres en les quals queda evident una especial atenció a les solucions teconológico-formals de les façanes.
Les seves obres i projectes han estat àmpliament difosos en les revistes WA World Architecture, Li Temps, AS Architecture Suisse, entre d'altres.
Inés Lamunière també ha publicat obres en Recerca i Disseny, com els llibres Fo(o)r cities – Milan Paris Londres New York i Habiter la Menace, ambdues de la seva autoria.

## Premis rebuts
En 2011 Inès Lamunière va rebre el Premi Suís Meret Oppenheim per a les arts. En 2014, com a membre responsable de l'equip “Supersäntis” (integrat per arquitectes, especialistes en neurociencias cognitives, especialistes en comunicació visual, en curaduría d'art i cinema), va guanyar la primera fase del concurs d'idees per a l'Exposició Nacional de 2027 a Suïssa.